# قشلاق حاجی قوجاخان
قشلاق حاجی قوجاخان یک منطقهٔ مسکونی در ایران است که در بخش اسلام‌آباد واقع شده‌است. قشلاق حاجی قوجاخان ۱۶ نفر جمعیت دارد.